# Ludwigia mexiae
Ludwigia mexiae är en dunörtsväxtart som först beskrevs av Philip Alexander Munz, och fick sitt nu gällande namn av Kanesuke Hara. Ludwigia mexiae ingår i släktet ludwigior, och familjen dunörtsväxter. Inga underarter finns listade i Catalogue of Life.